# Chevrolet Tracker
La Chevrolet Tracker è un'autovettura prodotta dalla casa automobilistica statunitense Chevrolet a partire dal 1986 al 2016.

## Descrizione
Chiamato precedentemente Geo Tracker in alcuni mercati del Sudamerica, è un fuoristrada di medie dimensioni prodotto con i marchi Chevrolet e Geo dalla CAMI Automotive a Ingersoll in Ontario. Il Tracker per via delle sue capacitàb fuoristradistiche e per la costruzione con telaio separato dalla carrozzeria, è stato anche classificato come autocarro leggero. Il Tracker è stato prodotto e venduto con diversi marchi in diverse edizioni e in molti paesi esclusivamente del continente americano, in particolare in Canada, Messico e Brasile.
Dal 2012 al 2018 il nome Tracker è stato riutilizzato in una sorta di terza serie dalla Chevrolet, per rimarchiare il crossover SUV Chevrolet Trax in Russia (a causa dell'assonanza di Trax con un'altra parola russa) e in alcuni mercati del Sud America. Nel 2019 il nome Tracker è stato riutilizzato per un Crossover prodotto e venduto specificatamente per il mercato cinese.

## Prima serie (1988-1998)
La prima serie venne introdotta nel 1988 come Geo Tracker e venne sviluppata dalla CAMI, in joint venture con la filiale General Motors canadese e la Suzuki. I modelli nordamericani dovevano essere costruiti nello stabilimento CAMI di Ingersoll in Ontario. Tutti i Tracker del 1989 e alcuni del 1990 furono costruiti in Giappone e importati negli Stati Uniti a causa di alcuni ritardi occorsi nello stabilimento CAMI in Canada. Nel 1990 la produzione iniziò a Ingersoll e tutti i Tracker successivi a quella data furono costruiti lì.
Il Tracker era diverso rispetto alla maggior parte dei fuoristrada leggeri presenti sul mercato in quel periodo, in quanto si basava su un'architettura costituita da un robusto telaio a longheroni separato dalla carrozzeria, che veniva classificato come autocarro leggero.
Il Tracker era originariamente alimentato dal motore a 4 cilindri monoalbero in testa da 1,6 litri di origine Suzuki che produceva 80 CV (60 kW). Tutte le Tracker erano dotata di un sistema a quattro ruote motrici, ma nel 1992 venne introdotta una versione decappottabile a due ruote motrici. I modelli a due porte furono disponibili fino al 1995, quando vennero sostituiti da quelli a 5 porte che doveva essere introdotti nell'anno seguente. Quest'ultimo era alimentato da un propulsore 1,6 litri siglato G16B bialbero a 16 valvole che erogava 96 CV (72 kW). Nel 1998 il Tracker venne rimarchiato Chevrolet dopo la dismissione del marchio Geo.
La produzione del modello di prima generazione del Tracker si è conclusa in Ontario nel 1998 per far posto alla seconda generazione del Tracker.

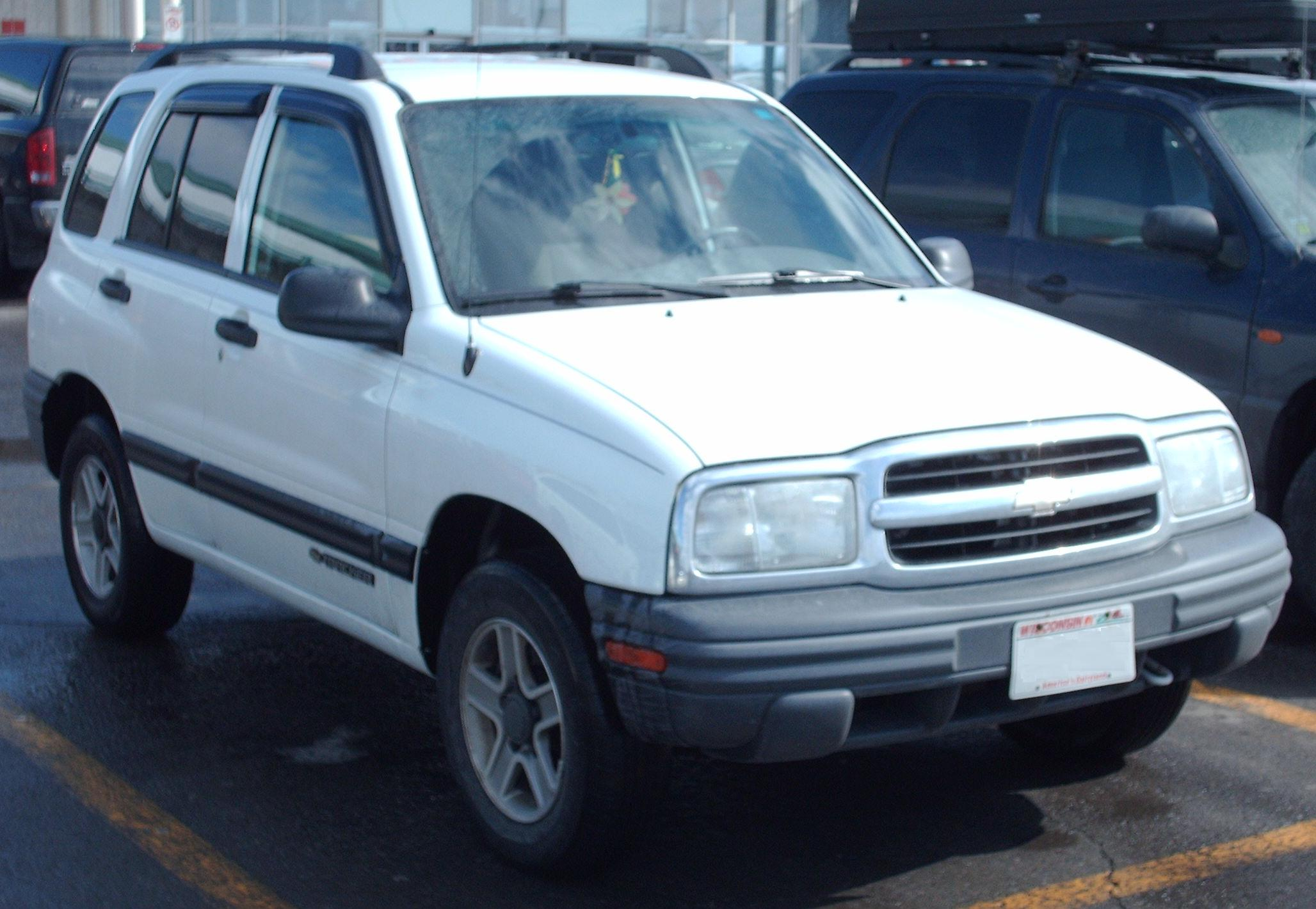
Tracker seconda serie

## Seconda serie (1999-2008)
Nel 1999 venne introdotta la Tracker di seconda generazione. Le vendite della seconda serie del Tracker sono state interrotte negli Stati Uniti e in Canada nel 2004, ma tutti i modelli, successivi sono stati realizzati in uno stabilimento a Kosai in Giappone.

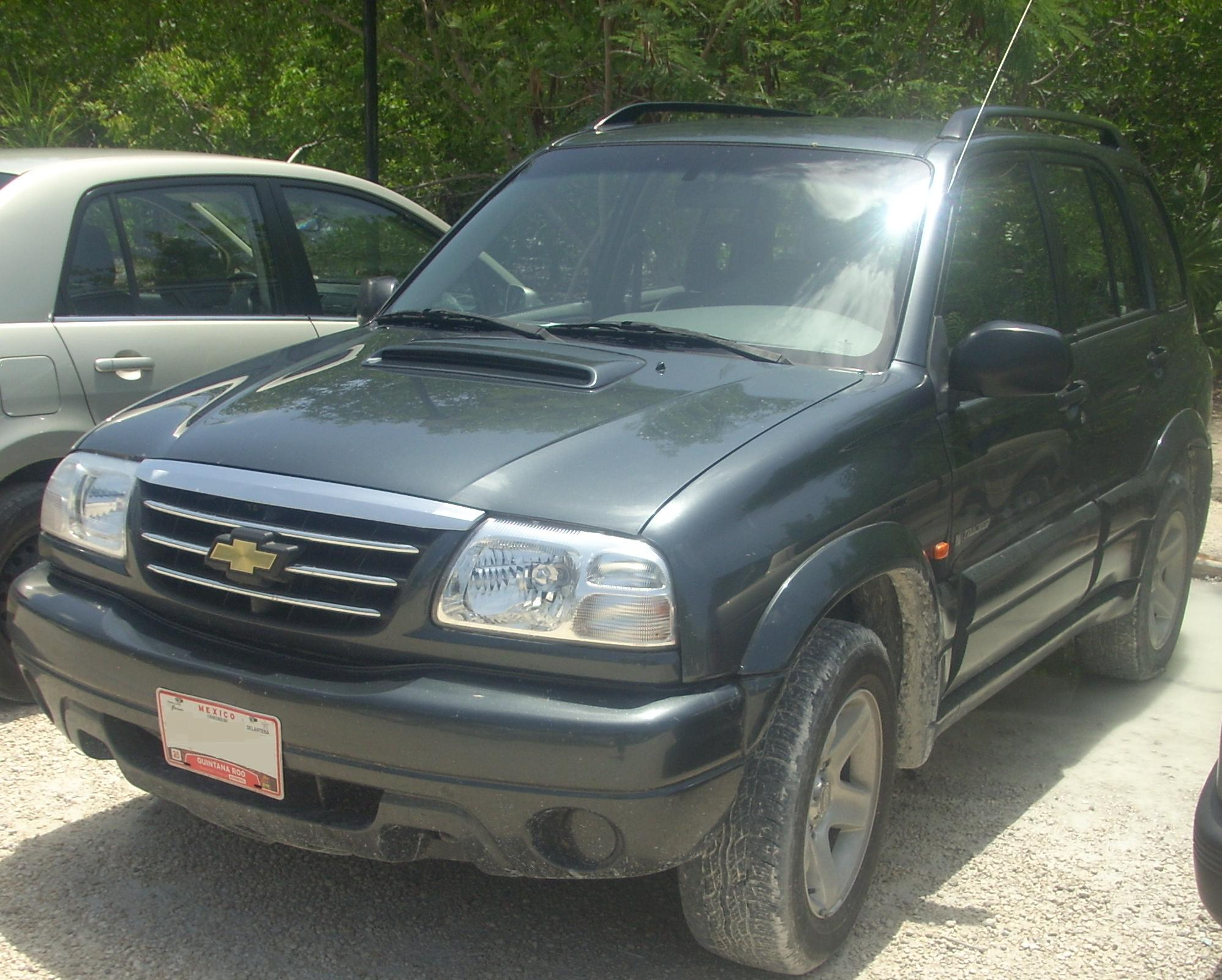
Tracker restyling 2006

I Tracker dal 1999 in poi sono tornati ad avere uno sterzo a pignone e cremagliera di tipo automobilistico in loco del precedente a sfera. Il 27 gennaio 2004 la produzione della Chevrolet Tracker è stata interrotta nello stabilimento CAMI di Ingersoll, per venire sostituita dalla Chevrolet Equinox. Anche se il Tracker non veniva più venduto negli Stati Uniti e in Canada, il Tracker ha continuato ad essere prodotto a Quito in Ecuador. Fu venduto in Messico e Brasile e ricevette un restyling nel 2005. Nel 2006 è stato aggiunto il logo GM sulle porte anteriori. Il Tracker è stato sostituito dalla Chevrolet Captiva Sport (venduta come Saturn Vue negli Stati Uniti e in Canada e costruite entrambe in Messico) nell'estate del 2008.